# Луций Апустий
Луций Апустий (на латински: Lucius Apustius) e политик на Римската република през 3 век пр.н.е.
Произлиза от плебейската фамилия Апустии. Вероятно е роднина на Луций Апустий Фулон (консул 226 пр.н.е.).
Луций Апустий е през 215 пр.н.е. командир на римските войски при Тарентум.